# William Dickson (calciatore 1866)
William Dickson (Crail, 27 agosto 1866 – Stoke-upon-Trent, 1º giugno 1910) è stato un calciatore scozzese, di ruolo attaccante.

## Carriera
Dopo aver giocato per Dundee Strathmore, Bolton e Sunderland, nel 1889 passa all'Aston Villa. Conta 33 reti in 58 sfide di First Division (perdendo la finale di FA Cup 1891-1892), prima di trasferirsi allo Stoke City: in quattro anni colleziona 119 partite e 40 gol, terminando la sua esperienza calcistica nel 1896, dopo aver totalizzato 73 marcature in 177 incontri di First Division.
Il 24 marzo del 1888 viene convocato dalla Scozia per un incontro degli Home Championship giocato a Belfast, contro l'Irlanda del Nord: Dickson firma un poker di reti nel 2-10 finale. Questa è la sua unica presenza in Nazionale è ciò fa di lui il calciatore con la media reti a partita più alta nella storia della Nazionale scozzese (4 reti/partita).